# Paul Dedecker
Pour les articles homonymes, voir Dedecker.
 (mars 2025).
Paul Dedecker est un mathématicien belge né le 15 juin 1921 à Bruxelles et mort le 27 juillet 2007 à Caracas.
Paul Dedecker a travaillé à l'Université de Liège et à l'université de Louvain ainsi que dans diverses universités des deux continents américains, notamment l'Université centrale du Venezuela à Caracas.
En 1962 il est lauréat du Prix Francois-Deruyts décerné par l'Académie Royale de Belgique.
Il est un résistant pendant la Seconde Guerre mondiale.

## Publications
- Dedecker Paul, "Extension du groupe structural d'un espace fibré", colloque de Topogie de Strasbourg (1955).
- Dedecker Paul, Variétés différentiables et espaces fibrés, université de Liège, Liège : 1962.
- Dedecker Paul, "Sur la cohomologie non Abelienne, II", Canadian Journal of Mathematics, vol. 15, n° 1, (1963), pp. 84-92
- Dedecker Paul, Calcul des variations, formes différentielles et champs géodésiques, colloque international de géométrie différentielle, Strasbourg, CNRS : 1953
- Dedecker Paul et Tison Pierre, Cours de topologie algébrique, fascicule 1, Caracas-Bruxelles-Lille : 1970
- Dedecker Paul et Philippe Antoine, Cours de topologie algébrique, fascicule 2, Lille-Louvain-Santiago du Chili : 1970